# Merelaniïta
La merelaniïta és un mineral de la classe dels sulfurs, que pertany al grup de la cilindrita. Rep el nom de la seva localitat tipus: Merelani Hills, a Tanzània.

## Característiques
La merelaniïta és una sulfosal de fórmula química Mo₄Pb₄VSbS₁₅. Va ser aprovada com a espècie vàlida per l'Associació Mineralògica Internacional l'any 2016. Cristal·litza en el sistema triclínic. Va ser guardonat com a "Mineral de l'any" per l'IMA-CNMNC el 2016.
L'exemplar que va servir per a determinar l'espècie, el que es coneix com a material tipus, es troba conservat a les col·leccions del Museu d'Història Natural de Londres (Anglaterra), amb el número de registre: bm2016,100.

## Formació i jaciments
Va ser descoberta a Merelani Hills, a la serralada de Lelatema, dins el districte de Simanjiro (Regió de Manyara, Tanzània). Es tracta de l'únic indret de tot el planeta on ha estat descrita aquesta espècie mineral.